# ارين ك. لويس
ارين ك. لويس (بالإنجليزية: Warren K. Lewis) هو كيميائي ومهندس أمريكي، ولد في 21 أغسطس 1882 في لوريل في الولايات المتحدة، وتوفي في 9 مارس 1975 في بليموث في الولايات المتحدة.